# 左旗增十
狐狸座15，又名BD+27 3587，HD 189849、SAO 88071、HR 7653，是狐狸座的一颗恒星，视星等为4.64，位于銀經65.3，銀緯-1.34，其B1900.0坐标为赤經19h 56m 58.9s，赤緯+27° -1.34′ 37″。